# كلاوديو سيلفا
كلاوديو سيلفا (بالإنجليزية: Cláudio Silva؛ مواليد 6 سبتمبر 1982) هو مُقاتل فنون قتالية مختلطة برازيلي بريطاني سابق.

## وصلات خارجية
- كلاوديو سيلفا على موقع يو إف سي (الإنجليزية)
- كلاوديو سيلفا على موقع شيردوغ (الإنجليزية)
- كلاوديو سيلفا على موقع IMDb (الإنجليزية)